# Toray Pan Pacific Open 2017
Toray Pan Pacific Open 2017 byl tenisový turnaj pořádaný jako součást ženského okruhu WTA Tour, který se hrál na otevřených dvorcích s tvrdým povrchem s centrkurtem v aréně Ariake Coliseum. Probíhal mezi 18. až 24. zářím 2017 v japonské metropoli Tokiu jako třicátý čtvrtý ročník turnaje. Navazoval tak na turnaj nižší kategorie Japan Women's Open, hraný ve stejném dějišti o týden dříve.
Turnaj s rozpočtem 1 000 000 dolarů se v rámci okruhu řadil do kategorie WTA Premier. Nejvýše nasazenou hráčkou ve dvouhře se stala světová jednička Garbiñe Muguruzaová ze Španělska, kterou v semifinále porazila hladce pozdější vítězka Caroline Wozniacká. Jako poslední přímá účastnice do dvouhry nastoupila 69. hráčka žebříčku Mónica Puigová z Portorika, která prohrála ve druhém kole právě s Muguruzaovou.
Třetí trofej si z tokijského turnaje odvezla obhájkyně titulu Dánka Caroline Wozniacká, která prolomila smůlu šesti prohraných finále v sezóně.  Deblovou polovinu soutěže ovládl slovinsko-španělský pár Andreja Klepačová a María José Martínezová Sánchezová.

## Distribuce bodů a finančních odměn

### Distribuce bodů
| Soutěž  | vítězky | finalistky | semifinalistky | čtvrtfinalistky | 16 v kole | 32 v kole | Q  | Q3 | Q2 | Q1 |
| ------- | ------- | ---------- | -------------- | --------------- | --------- | --------- | -- | -- | -- | -- |
| dvouhra | 470     | 305        | 185            | 100             | 55        | 1         | 25 | 18 | 13 | 1  |
| čtyřhra | 470     | 305        | 185            | 100             | 1         | —         | —  | —  | —  | —  |

### Finanční odměny
| Soutěž                               | vítězky  | finalistky | semifinalistky | čtvrtfinalistky | 16 v kole | 32 v kole | Q3     | Q2     | Q1     |
| ------------------------------------ | -------- | ---------- | -------------- | --------------- | --------- | --------- | ------ | ------ | ------ |
| dvouhra                              | $194 860 | $104 040   | $55 575        | $22 635         | $12 140   | $7 702    | $3 460 | $1 839 | $1 023 |
| čtyřhra                              | $46 180  | $24 672    | $13 485        | $6 858          | $3 724    | —         | —      | —      | —      |
| částka ve čtyřhře je uvedena na pár. |          |            |                |                 |           |           |        |        |        |

## Ženská dvouhra

### Nasazení
| Stát                         | Hráčka                 | WTA | Nasazení |
| ---------------------------- | ---------------------- | --- | -------- |
| Španělsko                    | Garbiñe Muguruzaová    | 1.  | 1.       |
| Česko                        | Karolína Plíšková      | 4.  | 2.       |
| Dánsko                       | Caroline Wozniacká     | 6.  | 3.       |
| Spojené království           | Johanna Kontaová       | 7.  | 4.       |
| Slovensko                    | Dominika Cibulková     | 9.  | 5.       |
| Polsko                       | Agnieszka Radwańská    | 11. | 6.       |
| Německo                      | Angelique Kerberová    | 14. | 7.       |
| Francie                      | Kristina Mladenovicová | 15. | 8.       |
| Francie                      | Caroline Garciaová     | 20. | 9.       |
| Žebříček WTA k 11. září 2017 |                        |     |          |

### Jiné formy účasti
Následující hráčky obdržely divokou kartu do hlavní soutěže:
- Risa Ozakiová
- Kurumi Naraová

Následující hráčky si zajistily postup do hlavní soutěže v kvalifikaci:
- Madison Brengleová
- Jana Čepelová
- Magda Linetteová
- Sie Šu-wej

Následující hráčky postoupily do hlavní soutěže jako tzv. šťastné poražené:
- Aljaksandra Sasnovičová

### Odhlášení
před zahájením turnaje
- Lauren Davisová → nahradila ji  Wang Čchiang
- Madison Keysová → nahradila ji  Julia Putincevová
- Ana Konjuhová → nahradila ji  Naomi Ósakaová
- Petra Kvitová → nahradila ji  Kateřina Siniaková
- Mirjana Lučićová Baroniová → nahradila ji  Catherine Bellisová
- Agnieszka Radwańská → nahradila ji  Aljaksandra Sasnovičová
- Anastasija Sevastovová → nahradila ji  Darja Kasatkinová

## Ženská čtyřhra

### Nasazení
| Stát                                                                     | Hráčka             | Stát             | Hráčka                            | WTA | Nasazení |
| ------------------------------------------------------------------------ | ------------------ | ---------------- | --------------------------------- | --- | -------- |
| Čínská Tchaj-pej                                                         | Čan Chao-čching    | Čínská Tchaj-pej | Čan Jung-žan                      | 15. | 1.       |
| Kanada                                                                   | Gabriela Dabrowská | Čína             | Sü I-fan                          | 38. | 2.       |
| Polsko                                                                   | Alicja Rosolská    | USA              | Abigail Spearsová                 | 57. | 3.       |
| Slovinsko                                                                | Andreja Klepačová  | Španělsko        | María José Martínezová Sánchezová | 60. | 4.       |
| Žebříček WTA k 11. září 2017; číslo je součtem umístění obou členek páru |                    |                  |                                   |     |          |

### Jiné formy účasti
Následující páry obdržely divokou kartu do hlavní soutěže:
- Mari Ósakaová /  Naomi Ósakaová

## Přehled finále

### Ženská dvouhra
- Caroline Wozniacká vs.  Anastasija Pavljučenkovová, 6–0, 7–5

### Ženská čtyřhra
- Andreja Klepačová /  María José Martínezová Sánchezová vs.  Darja Gavrilovová /  Darja Kasatkinová, 6–3, 6–2